# Pangu (köping)
Pangu (kinesiska: 盘古镇, 盘古) är en köping i Kina. Den ligger i den autonoma regionen Guangxi, i den södra delen av landet, omkring 140 kilometer öster om regionhuvudstaden Nanning.
Genomsnittlig årsnederbörd är 2 256 millimeter. Den regnigaste månaden är juli, med i genomsnitt 350 mm nederbörd, och den torraste är februari, med 47 mm nederbörd.